# Luke Flynn
Pour les articles homonymes, voir Flynn.
Luke Flynn est un acteur américain né le 21 août 1975 à la Jamaïque.

## Biographie
Petit-fils d'Errol Flynn et de Patrice Wymore. Il est le fils d'Arnella Flynn et du photographe Carl Stoecker.

## Filmographie
- 2004 : Window Theory de Andrew Putschoegl : Jeff
- 2004 : Pour que la vie continue (The Brooke Ellison Story) (TV) de Christopher Reeve : Jan Djilas
- 2008 : Loaded (en) d'Alan Pao : Marcus
- 2008 : Toxic d'Alan Pao : Max
- 2009 : The Name Is Rogells (Rugg-ells) de Rachel Warner : Will Fishborne
- 2009 : Penthouse de Chris Levitus